# Concord (New Hampshire)
Concord – miasto (city) w Stanach Zjednoczonych, stolica stanu New Hampshire oraz hrabstwa Merrimack, położone nad rzeką Merrimack. W 2022 roku zamieszkane było przez 44 503 osób (trzecie pod względem wielkości miasto stanu).

## Historia
Teren ten przed wiekami zamieszkiwało plemię Indian Abenaków o nazwie Penakukowie. Zajmowało się połowem łososia, jesiotra i śledzia siecią rozciągniętą w poprzek kaskady rzeki Merrimack. Strumień był również trasą transportu dla ich kajaków z brzozy, którymi mogli podróżować z jeziora Winnipesaukee do Oceanu Atlantyckiego. Szerokie rozlewisko rzeki Merrimack stwarzało dobre warunki dla uprawy fasoli, dyń, tykwy, melonów i kukurydzy.
17 stycznia 1725 roku Prowincja Massachusetts Bay, która zarządzała New Hampshire, wydzieliła ten obszar jako Plantacja Penacook. Pomiędzy 1725 a 1727 została zasiedlona przez kapitana Ebenezera Eastmana i innych z Haverhill, Massachusetts. 9 lutego 1734 r. nadano jej prawa miejskie jako Rumford, od którego Benjamin Thompson hrabia Rumford przyjął tytuł. W 1765 zostało przemianowane na Concord przez gubernatora Benninga Wentwortha.

## Gospodarka
W mieście rozwinął się przemysł elektrotechniczny, skórzany, włókienniczy, poligraficzny oraz drzewny.

## Szkolnictwo
- University of New Hampshire School of Law
- New Hampshire Technical Institute
- Oddział Hesser College

## Linki zewnętrzne

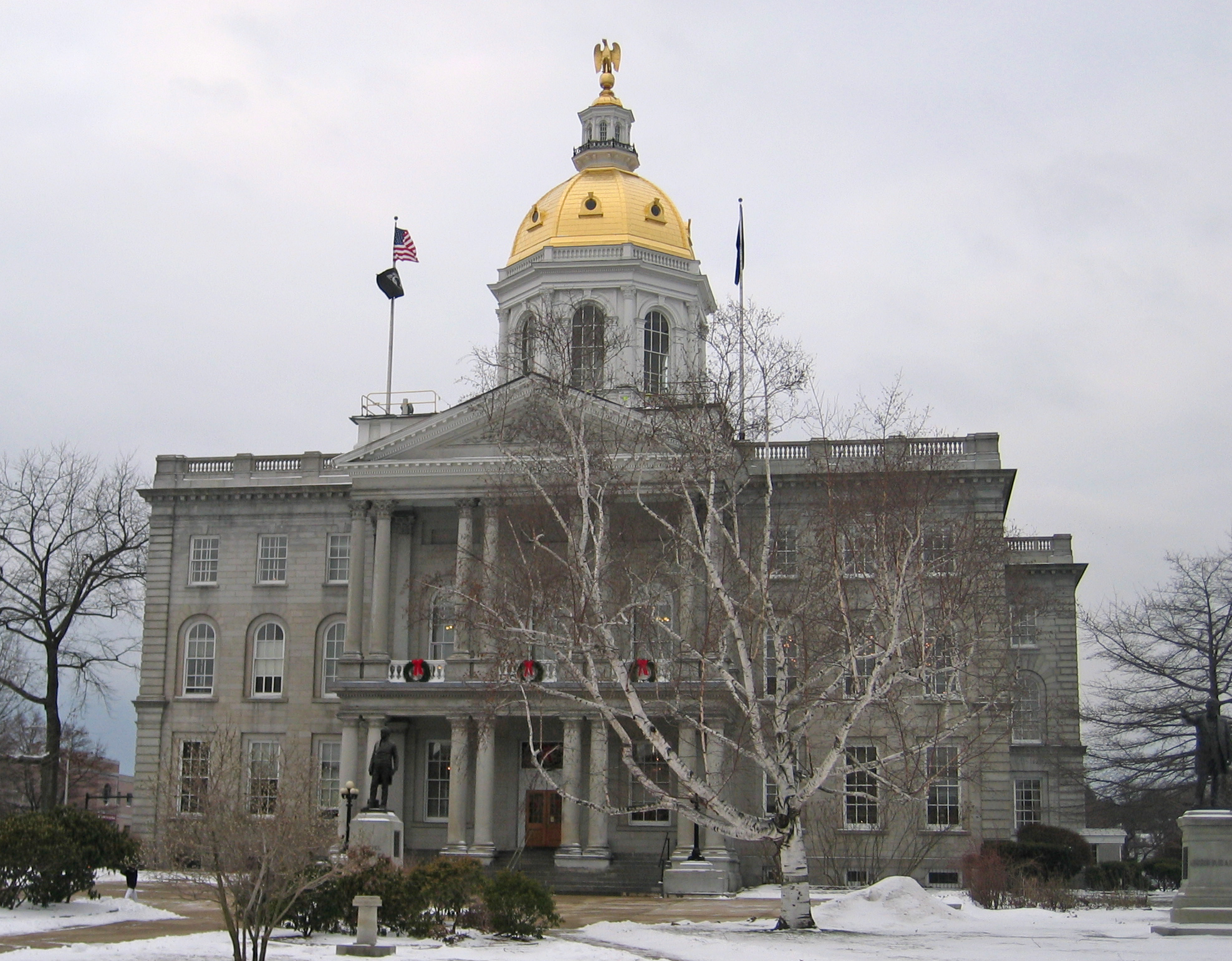
New Hampshire Capitol